# Desastre ambiental de Ajka

Zona do derrame e localidades afectadas.

O desastre ambiental de Ajka ou derrame tóxico de alumínio de Ajka foi um desastre industrial ocorrido na cidade de Ajka, no Condado de Veszprém, Hungria em 4 de outubro de 2010 às 12h25 CEST (10h25 UTC), após o arrebentamento de um dique, que libertou cerca de um milhão de metros cúbicos de um resíduo tóxico denominado "lama vermelha", na fábrica de alumina Ajkai Timföldgyár ('Fábrica de Alumínio de Ajka'). O lodo alcançou entre um e dois metros de altura, inundando as localidades mais próximas, em especial Kolontár e Devecser. O acidente provocou dez mortes e mais de 150 feridos. A área total contaminada foi de 40 km² e a contaminação atingiu o rio Danúbio e seus afluentes.

## Origem da lama

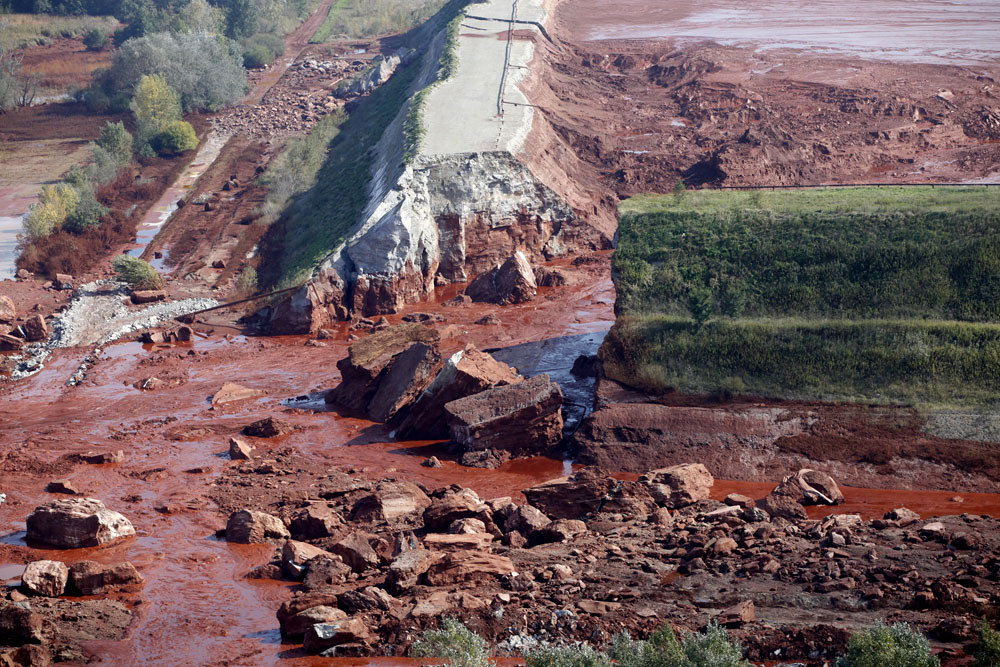
Detalhe do local em que o dique se rompeu

A "lama vermelha" que provocou o acidente é uma mistura vertida pelo processo Bayer para purificar o mineral bauxite em alumina (óxido de alumínio). O lodo contém a maior parte das impurezas da bauxite: a característica cor vermelha provém do óxido de ferro hidratado, sendo este o principal componente, e contém ainda titânio e compostos de vanádio, entre outras pequenas quantidades de metais pesados. O barro, que é altamente alcalino quando se produz pela primeira vez, é armazenado em tanques de grande envergadura ao ar livre, e havia cerca de 30 milhões de toneladas do produto armazenadas perto da fábrica Ajkai Timföldgyár.
Não ficou claro como a contenção do lodo possa ter falhado, não obstante o acidente se produzir após um verão particularmente húmido na Hungria e na Europa Central. A polícia confiscou alguns documentos sobre a fábrica de Ajka, embora um representante da empresa Magyar Alumínium (MAL, 'Alumínio Húngaro') tenha afirmado que na última inspecção ao dique não se detectaram situações anómalas. O primeiro-ministro da Hungria, Viktor Orbán, declarou que o desastre foi provocado por erro humano.

## Efeitos

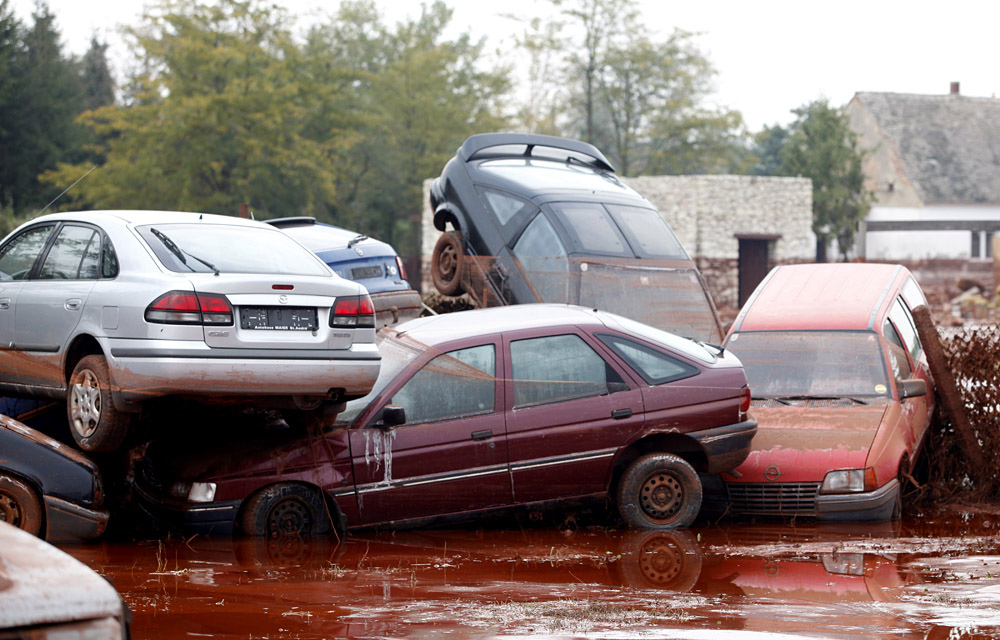
Veículos arrastados pela torrente de lodo em Devecser

A onda de lama inundou as ruas de Kolontár e de Devecser. Na primeira localidade, confirmou-se a morte de quatro pessoas, enquanto na segunda a força da torrente arrastou numerosos veículos. Ao todo dez pessoas morreram no acidente e mais de 150 ficaram feridas.
A Direcção Geral Nacional de Gerenciamento de Desastres da Hungria (National Directorate General for Disaster Management - NDGDM) declarou que o barro foi considerado danoso e que poderia causar uma reacção alcalina a quem estivesse em contacto com a substância e não se tenha lavado com água limpa abundante. O chefe do poder executivo da cidade de Devecser disse logo após o acidente, que oitenta a noventa pessoas foram hospitalizadas por queimaduras químicas. Péter Jakabos, um dos médicos do hospital de Győr onde foi atendida a maioria dos feridos, declarou à emissora de televisão húngara Magyar Televízió que poderia demorar vários dias até que as pessoas ficassem curadas das queimaduras. A Magyar Alumínium (MAL) declarou que os lodos não são considerados perigosos segundo os padrões e normas da União Europeia. As medidas iniciais tomadas pela NDGDM mostraram que o lodo era extremadamente alcalino, com um pH estimado em 13.

## Contenção e limpeza

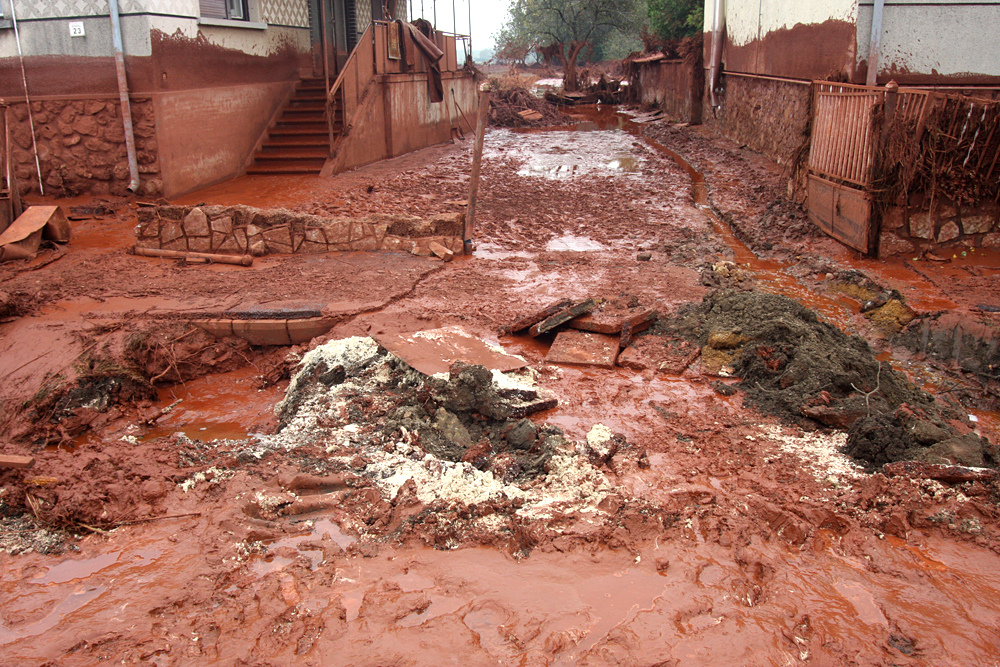
A inundação atingiu entre um e dois metros de altura

Além dos efeitos imediatos do lodo tóxico, também havia o risco de se produzir uma contaminação das águas fluviais no país. O rio Marcal flui pela área afectada, e os operários de emergência estiveram a mover toneladas de gesso dentro da via fluvial para tentar deter o curso do lodo e diminuir os danos. O rio Marcal é afluente em Karakó do rio Rába, que por sua vez, é afluente do rio Danúbio na região de Győr-Moson-Sopron.
No dia seguinte ao acidente, o então Secretário do Meio Ambiente, Zoltán Illés ordenou a suspensão da produção de alumínio na fábrica e a reconstrução da barragem. Nesse dia o director da empresa declarou numa entrevista radiofónica que gostaria de retomar a produção na semana seguinte (5-6 dias depois do acidente de 4 de outubro).
O governo estimou que a limpeza poderia levar um ano e custar dez milhões de dólares.
Em consequência do acidente, a empresa que administrava a planta industrial passou a ser controlada pelo governo húngaro e foram bloqueados os ativos dos proprietários da empresa. Toda a produção agrícola na região foi proibida e sessenta famílias foram transferidas para outras localidades.